# نيني ليكس
لينيثيا مونيك «نيني» ليكس (بالإنجليزية: NeNe Leakes)‏ (ولدت;لينيثيا مونيك جونسون في 3 ديسمبر 1967 في كوينز، نيويورك، الولايات المتحدة) ممثلة ومنتجة أمريكية عرفت بمشاركتها في المسلسل التلفزيوني
ربات البيوت الحقيقيات في أتلانتا (2008)، والمتدرب (2004)، وجائزة اختيار الشعب السنوي ال 39 (2013). كانت متزوجة سابقا من جريج ليكز .

## نشأتها
ولدت لينثيا مونيك جونسون في كوينز، مدينة نيويورك. كانت واحدة من بين خمسة أطفال، وأُرسلت هي وأحد إخوتها للعيش مع خالتها في أثينا، جورجيا، بينما بقي الأطفال الثلاثة الآخرون مع والدتها. كان يُعتقد أن والدتها غير قادرة على رعاية الأطفال الخمسة جميعًا. بعد تخرجها من مدرسة كلارك سنترال الثانوية في أثينا، قررت مواصلة تعليمها في كلية موريس براون في أتلانتا لمدة عامين قبل أن تصبح حاملاً.

## روابط خارجية
- نيني ليكس على موقع IMDb (الإنجليزية)
- نيني ليكس على موقع روتن توميتوز (الإنجليزية)
- نيني ليكس على موقع ألو سيني (الفرنسية)
- نيني ليكس على موقع أول موفي (الإنجليزية)
- نيني ليكس على موقع قاعدة بيانات برودواي على الإنترنت (الإنجليزية)
- نيني ليكس على موقع ديسكوغز (الإنجليزية)
- نيني ليكس على موقع قاعدة بيانات الفيلم (الإنجليزية)
- نيني ليكس على موقع ليتربوكسد (الإنجليزية)
- نيني ليكس على موقع كينوبويسك (الروسية)